# Johann Rose

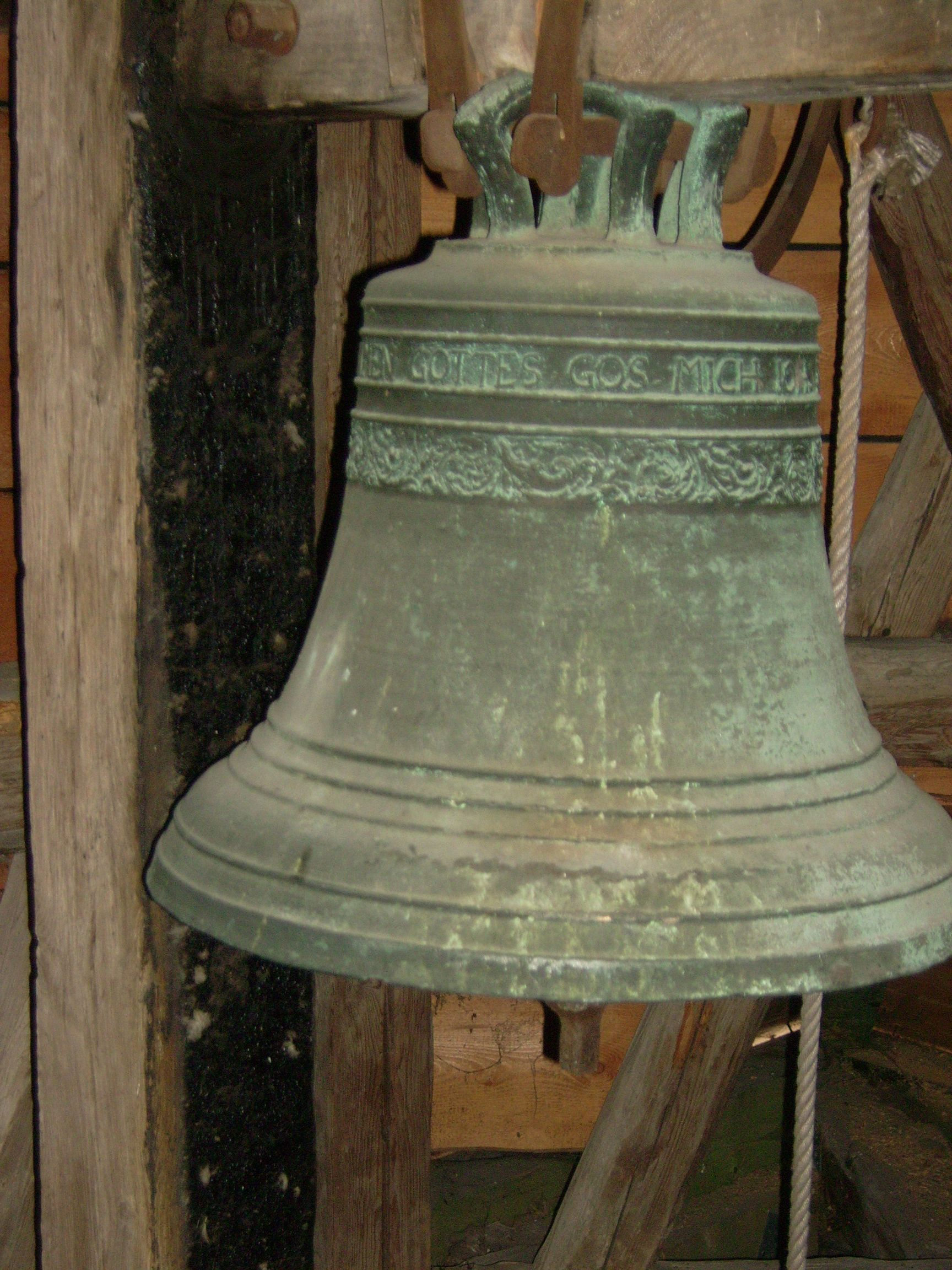
Rose - Glocke in Oettern

Johann Rose (* 26. März 1654; † 22. Mai 1716) war ein deutscher Glockengießer. Er war in Volkstedt tätig.

## Leben
Johann Rose war der Sohn von Christoph Rose (1630–1675), Glockengießer in Volkstedt. Er führte die vom Vater gegründete Glockengießerei nach dessen Tod weiter. Sein jüngster Sohn Johann Wolfgang Rose (1699–1750) führte nach seinem Tod das Familienunternehmen weiter.

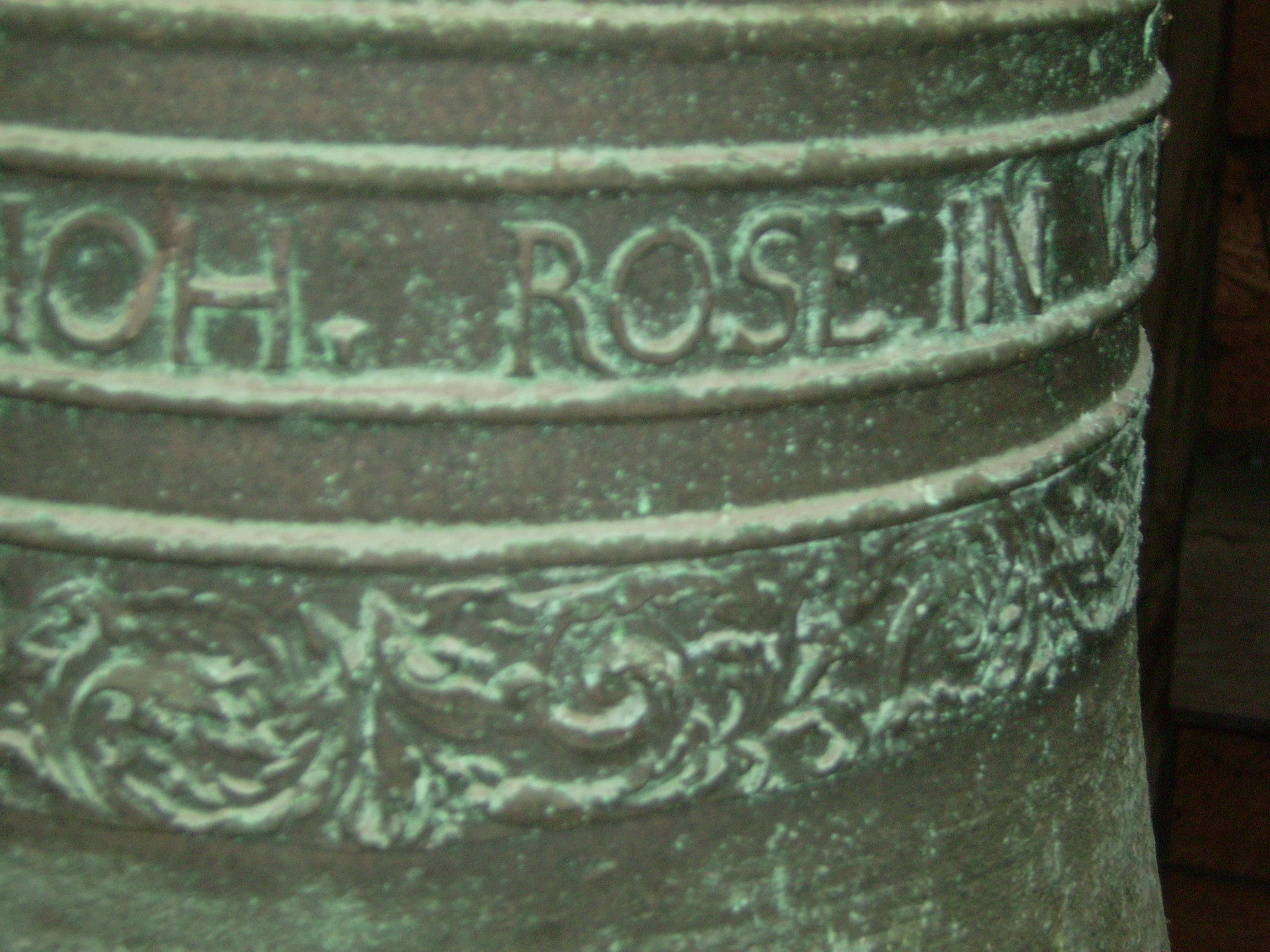
Detail der Rose - Glocke in Oettern

Johann Rose war verheiratet mit Barbara Rose; das Ehepaar hatte sieben Kinder: fünf Söhne – so etwa Johann Christoph Rose und Martin Rose – und zwei Töchter.

## Schaffen
Die Rose-Glockengießerei soll sich nahe bei Kirche und Friedhof befunden haben. Zu jener Zeit war es auch üblich, große Glocken an ihren künftigen Bestimmungsorten zu gießen, um etwa Transportprobleme zu vermeiden.
Zwischen 1699 und 1716 sind 28 Orte bekannt, in denen Glocken von Johann Rose hingen. So ist im Glockenmuseum Apolda eine Rose-Uhrglocke von 1696 zu sehen, in Jena im „Collegium Jenense“ die beschädigte Rose-Glocke der Universität Jena. Noch heute läutet in der Kirche von Oettern eine Rose - Glocke aus dem Jahr 1698.
Johann Roses Söhne Johann Christoph Rose und Martin Rose legten mit ihrer Arbeit die Grundlage für die fast drei Jahrhunderte währende Tradition der Glockengießerei in Apolda.

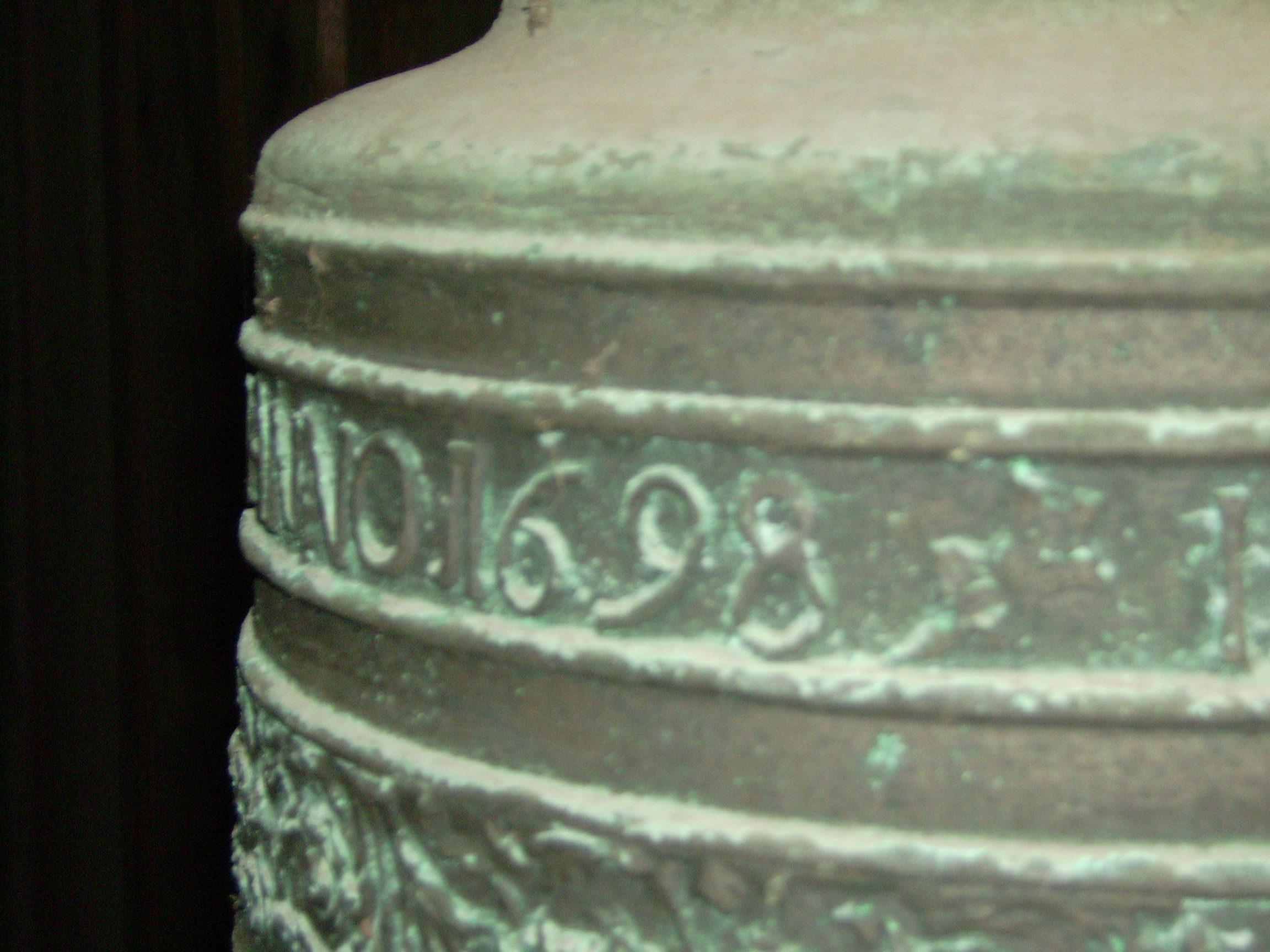
Detail der Rose - Glocke in Oettern